# Schoenolirion
Schoenolirion  es un género  de plantas herbáceas, perennes y bulbosas perteneciente a la subfamilia de las escilóideas dentro de las asparagáceas. Incluye tres especies que se distribuyen desde el sudeste de Estados Unidos hasta el este de Texas.

## Taxonomía
El género fue descrito por John Torrey   y publicado en Plantae Prattenianae California 103. 1855. La especie tipo es: Schoenolirion croceum (Michx.) Alph.Wood,

## Listado de especies
- Schoenolirion albiflorum (Raf.) R.R.Gates, J. Linn. Soc., Bot. 44: 167 (1918).
- Schoenolirion croceum (Michx.) Alph.Wood, Amer. Bot. Fl. 1870: 344 (1870).
- Schoenolirion wrightii Sherman, S. W. Naturalist 24: 125 (1979).